# 長生いきいきロード
長生いきいきロード（ちょうせいいきいきロード）とは、千葉県長生郡長生村内を結ぶ道路の愛称である。

## 距離・起点・終点
- 総距離は約5km。
- 西側：水口（みよぐち）
- 東側：城之内（じょうのうち）

## 概要
村中央を横に、直線のように結ばれている。村外の移動については、国道128号や周りの県道を使われるのに対し、この道は、村内の移動によく使われる。
県道ではないが、道の広さは周りの県道とあまり変わらない。（村内だけを東西に通す道なので、距離はあまり長くないのだが。）
なお、長生村は、8月に道路ふれあい月間の影響を受け、道路の舗装、改良工事が着々と行われている。（この道も道路ふれあい月間によって愛称の募集がされた。）

## 愛称にいたるまで
この道路は元々あったものであるが、道路に対する関心を高めるのと、村のアピールのためにと、2006年8月に愛称募集を行った。
募集後、村都市計画審議会の選考によって2007年（月日不明）に愛称が決定した。
によると37件の応募があった。

## 道路周辺の施設
西から順に記す。
- 村体育館
- 八積駅
- 長生中学校
- 中央公民館
- 文化会館
- 保健センター
- 村役場
- 一松小学校

など、多くの施設が道路周辺にあり、この道の重要さが関心される。

## 交差・並行する道路

### 交差
- 千葉県道30号飯岡一宮線
- 千葉県道123号一宮片貝線
- 千葉県道227号八積停車場線

### 並行（村内）
- 千葉県道84号茂原長生線